# Ellipteroides (Progonomyia) melampodius
Ellipteroides (Progonomyia) melampodius is een tweevleugelige uit de familie steltmuggen (Limoniidae). De soort komt voor in het Neotropisch gebied.